# No Man's Woman
No Man's Woman is een nummer van de Ierse zangeres Sinéad O'Connor uit 2000. Het is de derde single van haar vijfde studioalbum Faith and Courage.
Het nummer kent een vrolijk en een voor Sinéad O'Connor-begrippen commerciëler geluid. Volgens O'Connor gaat het nummer "over een vrouwelijke ziel die geen vriendin of echtgenote maar eigenlijk vrijgezel wil zijn, maar tegelijkertijd heel erg verliefd is op de geest van mannen en een relatie wil onderhouden met de geest van mannen". "No Man's Woman" werd geen hit in O'Connors thuisland Ierland. Wel werd het in Nederland een kleine hit met een 12e positie in de Tipparade.

## Tracklijst
Cd-single
1. "No Man's Woman" (albumversie) – 3:02
2. "This Is a Rebel Song" (remix) – 3:54
3. "Her Mantle So Green" – 2:04